# Begonia acuminatissima
Begonia acuminatissima es una especie de planta de la familia Begoniaceae. Esta begonia es originaria de Mindanao en las Filipinas. La especie pertenece a la sección Diploclinium; fue descrita en 1911 por el botánico americano Elmer Drew Merrill (1876-1956). El epíteto específico es acuminatissima que significa «muy afilado».

## Sinonimia
- Begonia camiguinensis Elmer, Leafl. Philipp. Bot. 7: 2553 (1915).